# Mohammed El Hassani
Pour les articles homonymes, voir Hassani.
Mohammed El Hassani, né le 30 juin 1942 à Khouribga, est un écrivain marocain. Il est informaticien de formation et a fait carrière dans les systèmes d'information à l'Office chérifien des phosphates à Rabat puis Casablanca et enfin à Jorf Lasfar. Après sa retraite de l’Office chérifien des phosphates en 1994, il devient journaliste puis auteur.

## Publications
- "L’Intruse" (Afrique Orient, 2012) : fait partie d’une trilogie avec Le Démon de midi et La Babouche retournée :Ce roman qu'on peut intituler aussi "Un trio sous haute tension" est une œuvre existentielle marquée du sceau de l'universalité où le lecteur est confronté à l'éternel conflit entre le bien et le mal, la fidélité et la trahison, la satisfaction et le remords... Dans son analyse du comportement humain, l'auteur tisse sa trame pour introduire le lecteur dans la vie intime de ses personnages, à travers un récit où, paisiblement, cohabitent, chevauchent et se recouvrent les cultures arabe, amazigh et aussi française, dans un pays pluriel, tolérant et ouvert.
- "Le Démon de midi" (Afrique Orient 2011) : Ce roman replonge le lecteur dans la mémoire populaire et dans tout ce qui rappelle les traditions du Maroc profond. Une histoire tendre et cruelle à la fois où les bons et les mauvais instincts s'entrechoquent et se confrontent en un terrible bouillonnement de passions. Du pamphlet séditieux à l'émotion sans déguisement, l'auteur promène encore une fois le lecteur dans la vie intime de ses personnages.
- "La Babouche retournée" (Afrique Orient 2011) : Il fut un temps où lorsqu'une femme veut se débarrasser de son époux elle s'arrange pour retourner sa babouche, semelle en l'air, devant le juge.
- "Les Chemins de traverse" (Afrique Orient, 2000) : Dans le box des accusés, l'inculpé d'homicide volontaire attend le verdict. Tandis que le juge énumère lois et articles d'une voix monocorde, l'homme se souvient... Il se souvient de son enfance misérable, de ses brillantes études, de ses ambitions... Il se souvient du combat quotidien pour la survie, dans un monde déshumanisé, un monde où personne ne se soucie de personne... Il se souvient aussi des déceptions successives, des courses effrénées pour rattraper l'espoir en fuite... Il se souvient, surtout, de la seule femme qu'il ait aimée d'amour; une flamme qu'il n'a pas su entretenir. Douloureux itinéraire d'un diplômé chômeur, témoin et victime d'une existence ratée, martyr de la société qui l'a nié et devant laquelle il comparaît...
- "Ta’rabt ou le destin d’une femme" (Edit 1998) : Ce roman raconte une histoire réelle, celle du soulèvement d'un village minier contre l'occupant français en 1955. Cousin lointain de l'œuvre de Zola, cet ouvrage ne se veut ni historique ni didactique. Il aspire tout simplement à jeter la lumière sur un épisode resté jusque-là pour beaucoup méconnu...
- "La Fraude" (l’Harmattan Paris 1995) : S'introduire dans une génération qui n'est pas la sienne est la pire des fraudes. Le fraudeur y laisse souvent sa peau.